# Trevor Philp
Trevor Philp (* 1. Mai 1992 in Toronto) ist ein ehemaliger kanadischer Skirennläufer. Er war auf die Disziplinen Slalom und Riesenslalom spezialisiert.

## Biografie
Philp nahm im Winter 2007/08 erstmals an FIS-Rennen teil und kam ab der folgenden Saison auch im Nor-Am Cup zum Einsatz. 2009 wurde er in das Alberta Ski Team aufgenommen, dem er zwei Jahre lang angehörte. Nach ersten Siegen bei FIS-Rennen im März 2010 erreichte er im Nor-Am Cup in der Saison 2010/11 erstmals Platzierungen unter den besten 20, gegen Saisonende mit Platz acht im Riesenslalom von Whistler auch das erste Top-10-Ergebnis. Bei Juniorenweltmeisterschaften, an denen er von 2010 bis 2013 teilnahm, war sein bestes Ergebnis in einem Einzelrennen der vierte Platz im Slalom 2012.
Ab Herbst 2011 studierte Philp an der University of Denver in den USA. Am 9. Dezember 2011 feierte er mit dem Gewinn der Super-Kombination in Nakiska seinen ersten Sieg im Nor-Am Cup. Bis Ende der Saison 2011/12 erreichte er einen zweiten Sieg und drei weitere Podestplätze, womit er Dritter der Gesamt- und Slalomwertung sowie jeweils Zweiter der Riesenslalom- und Kombinationswertung wurde. Seinen ersten und in diesem Winter einzigen Weltcupstart hatte er am 8. Januar 2012 im Slalom von Adelboden, bei dem er sich nicht für den zweiten Durchgang qualifizieren konnte. Ende März 2012 gewann er im Slalom seinen ersten von sechs kanadischen Meistertiteln. Ab der Saison 2012/13 gehörte Philp dem kanadischen Nationalkader an. Bei der Juniorenweltmeisterschaften 2013 gewann er die Bronzemedaille im Mannschaftswettbewerb.
Seinen ersten Weltcuppunkt holte Philp am 8. Dezember 2013 mit Platz 30 im Riesenslalom von Beaver Creek. Dies gelang ihm jedoch in den zwei folgenden Jahren nur sporadisch, weshalb er wieder vermehrt im Nor-Am Cup antrat. So belegte er in der Saison 2014/15 jeweils den dritten Platz in der Gesamt- und Riesenslalomwertung. Bei den Weltmeisterschaften 2015 in Vail/Beaver Creek gewann er etwas überraschend die Silbermedaille im Mannschaftswettbewerb. Im Verlaufe der Weltcupsaison 2015/16 konnte er sich allmählich im Mittelfeld etablieren. Hingegen klassierte er sich im Weltcupwinter 2016/17 kein einziges Mal in den Punkterängen. Im Winter 2017/18 erreichte er wieder sein gewohntes Niveau und nahm wie vier Jahre zuvor an den Olympischen Winterspielen teil.
Deutlich verbessert zeigte sich Philp in der Weltcupsaison 2018/19 mit zwei Platzierungen unter den besten zehn. Das beste Ergebnis seiner Karriere erzielte er am 22. Februar 2019 als Fünftplatzierter der Kombination von Bansko. Ein weiteres Top-10-Ergebnis gelang ihm zu Beginn der Weltcupsaison 2019/20. Sein Karriere-Bestergebnis egalisierte er am 14. November 2021 im Parallelrennen von Zürs. Bei seiner dritten Olympiateilnahme, 2022 in Peking, fuhr er im Mannschaftswettbewerb auf den neunten und im Super-G auf den zehnten Platz. Philp stürzte am 29. Januar 2023 im Super-G von Cortina d’Ampezzo und zog sich dabei eine Unterschenkelverletzung zu, weshalb er die Saison 2022/23 vorzeitig abbrechen musste. Am 13. März 2023 gab er dann seinen Rücktritt vom Skirennsport bekannt.

## Erfolge

### Olympische Spiele
- Sotschi 2014: 25. Riesenslalom
- Pyeongchang 2018: 18. Riesenslalom
- Peking 2022: 9. Mannschaftswettbewerb, 10. Super-G, 24. Riesenslalom

### Weltmeisterschaften
- Schladming 2013: 35. Slalom
- Vail/Beaver Creek 2015: 2. Mannschaftswettbewerb, 18. Riesenslalom, 18. Slalom
- Åre 2019: 9. Mannschaftswettbewerb, 18. Riesenslalom
- Cortina d’Ampezzo 2021: 10. Alpine Kombination

### Weltcup
- 4 Platzierungen unter den besten zehn

### Weltcupwertungen
| Saison  | Gesamt | Gesamt | Super-G | Super-G | Riesenslalom | Riesenslalom | Slalom | Slalom | Kombination | Kombination | Parallel | Parallel |
| Saison  | Platz  | Punkte | Platz   | Punkte  | Platz        | Punkte       | Platz  | Punkte | Platz       | Punkte      | Platz    | Punkte   |
| ------- | ------ | ------ | ------- | ------- | ------------ | ------------ | ------ | ------ | ----------- | ----------- | -------- | -------- |
| 2013/14 | 140.   | 5      | –       | –       | 51.          | 5            | –      | –      | –           | –           | –        | –        |
| 2014/15 | 133.   | 12     | –       | –       | 41.          | 12           | –      | –      | –           | –           | –        | –        |
| 2015/16 | 102.   | 51     | –       | –       | 45.          | 16           | 37.    | 25     | 37.         | 10          | –        | –        |
| 2017/18 | 83.    | 53     | –       | –       | 34.          | 35           | 40.    | 18     | –           | –           | –        | –        |
| 2018/19 | 54.    | 135    | –       | –       | 25.          | 68           | 41.    | 22     | 11.         | 45          | –        | –        |
| 2019/20 | 80.    | 77     | –       | –       | 25.          | 67           | 58.    | 5      | -           | -           | 38.      | 5        |
| 2020/21 | 92.    | 48     | –       | –       | 30.          | 45           | –      | –      | –           | –           | 28.      | 3        |
| 2021/22 | 53.    | 156    | 35.     | 27      | 21.          | 84           | –      | –      | –           | –           | 5.       | 45       |
| 2022/23 | 104.   | 41     | 62.     | 4       | 34.          | 37           | –      | –      | –           | –           | -        | -        |

### Nor-Am Cup
- Saison 2011/12: 3. Gesamtwertung, 2. Riesenslalomwertung, 2. Kombinationswertung, 3. Slalomwertung
- Saison 2012/13: 8. Gesamtwertung, 5. Kombinationswertung, 9. Slalomwertung
- Saison 2013/14: 5. Kombinationswertung
- Saison 2014/15: 3. Gesamtwertung, 3. Riesenslalomwertung, 4. Slalomwertung
- Saison 2015/16: 4. Slalomwertung
- Saison 2016/17: 2. Riesenslalomwertung, 8. Kombinationswertung
- Saison 2017/18: 5. Gesamtwertung, 2. Riesenslalomwertung, 8. Slalomwertung, 10. Kombinationswertung
- 28 Podestplätze, davon 11 Siege:

| Datum             | Ort               | Land   | Disziplin         |
| ----------------- | ----------------- | ------ | ----------------- |
| 9. Dezember 2011  | Nakiska           | Kanada | Super-Kombination |
| 13. März 2012     | Stowe             | USA    | Slalom            |
| 13. Dezember 2012 | Panorama          | Kanada | Slalom            |
| 13. März 2014     | Nakiska           | Kanada | Super-Kombination |
| 17. Februar 2015  | Calgary           | Kanada | Slalom            |
| 21. März 2015     | Waterville Valley | USA    | Riesenslalom      |
| 22. März 2015     | Waterville Valley | USA    | Slalom            |
| 18. März 2016     | Aspen             | USA    | Slalom            |
| 2. Februar 2017   | Copper Mountain   | USA    | Riesenslalom      |
| 18. März 2017     | Mont Sainte-Marie | Kanada | Riesenslalom      |
| 19. Dezember 2017 | Copper Mountain   | USA    | Riesenslalom      |

### Juniorenweltmeisterschaften
- Mont Blanc 2010: 29. Riesenslalom, 34. Super-G
- Crans-Montana 2011: 11. Slalom, 16. Abfahrt, 30. Super-G
- Roccaraso 2012: 4. Slalom, 7. Riesenslalom, 43. Super-G
- Québec 2013: 3. Mannschaft, 12. Riesenslalom

### Weitere Erfolge
- 1 Sieg im Europacup
- 6 kanadische Meistertitel: Slalom 2012, Riesenslalom 2013, 2016, 2017 und 2018, Kombination 2016
- 13 Siege in FIS-Rennen